# 삼천포여자고등학교
삼천포여자고등학교(三千浦女子高等學校)는 대한민국 경상남도 사천시 동금동에 있는 사립 고등학교이다.

## 학교 연혁
- 1953년 4월 15일 : 삼천포고등학교 여자부로 삼천포여중자리에서 개교
- 1963년 12월 16일 : 삼천포여자고등학교 설립인가(총 6학급)
- 1970년 9월 2일 : 삼천포여자종합고등학교로 교명 변경 인가
- 1979년 3월 2일 : 삼천포여자종합고등학교와 삼천포여자중학교 분리
- 1982년 3월 19일 : 삼천포여자종합고등학교 농구부 창단
- 2000년 3월 1일 : 삼천포여자고등학교로 교명 변경
- 2013년 8월 23일 : 학급변경 인가(보통과 8학급 총 24학급)
- 2014년 10월 17일 : 은혜교육학원으로 재단 설립
- 2015년 5월 7일 : 제2대 박태성 이사장 취임
- 2021년 3월 1일 : 제17대 정규진 교장 취임
- 2022년 12월 30일 : 제68회 졸업식(졸업생 수 133명, 총 졸업생수 16,860명)
- 2023년 3월 2일 : 제71회 입학식(133명)

## 참고 자료
- 삼천포여자고등학교 - 한국교육학술정보원 학교알리미